# IVSI
Internationaler Verband der Schneesport-instruktoren (IVSI) grundades 1969 som en internationell organisation för ideellt arbetande skidlärare. Föreningen verkar för erfarenhetsutbyte inom ”skidteknik, metodik, träningslära, organisation, miljö, naturskydd och skidsäkerhet”. Föreningens ordförande är den tyska riksdagsmannen Norbert Barthle.
Sverige representeras av Svenska Skidlärarföreningen.